# ホスホリパーゼC

ホスホリパーゼの切断部位。ホスホリパーゼC酵素はR_{3}部分に付いているリン酸エステルの直前を切る。

ホスホリパーゼC（ホスホリパーゼ・シー、英: phospholipase C, PLC）は、リン酸エステル基の直前でリン脂質を切断する酵素群の総称である。真核生物の細胞生理学、とりわけシグナル伝達経路において重要な役割を果たしている。13種類のほ乳類ホスホリパーゼCは構造に従って、6種類のアイソタイプ（β, γ, δ, ε, ζ, η）に分類される。

## ほ乳類のバリアント
- β: PLCB1, PLCB2, PLCB3, PLCB4
- γ: PLCG1, PLCG2
- δ: PLCD1, PLCD3, PLCD4
- ε: PLCE1
- η: PLCH1, PLCH2
- ζ: PLCZ1
- phospholipase C-like: PLCL1, PLCL2

### 活性化
ホスホリパーゼC経路を活性化する受容体は、主にGαqサブユニットと共役したGタンパク質共役受容体であり以下のものが含まれる。
- 5-HT2（英語版）セロトニン受容体
- α1（英語版）アドレナリン受容体[1]
- κオピオイド受容体（英語版）[2]
- カルシトニン受容体（英語版）
- H1（英語版）ヒスタミン受容体
- 代謝型グルタミン酸受容体, Group I
- M1（英語版）, M3（英語版）, M5（英語版）ムスカリン性アセチルコリン受容体 (Muscarinic acetylcholine receptor)
- 脳下垂体前葉の甲状腺刺激ホルモン放出ホルモン受容体

Gαqよりもマイナーなその他の活性化受容体:
- MAPキナーゼ。この経路の活性化剤にはPDGFおよびFGFがある[1]。
- ヘテロ三量体Gタンパク質のβγ複合体。成長ホルモン放出ホルモンによる成長ホルモンの放出のマイナー経路として[3]。

### 作用
PLCはリン脂質を切断する。ホスファチジルイノシトール4,5-ビスリン酸 (PIP2) はジアシルグリセロール (DAG) およびイノシトール1,4,5-トリスリン酸 (IP3) へと切断される。DAG は膜に結合したまま留まり、IP3は細胞質ゾルへと放出される。次に、IP3は細胞質ゾルを介して拡散し、小胞体 (ER) にある特有のカルシウムチャネルであるイノシトールトリスリン酸受容体に結合する。これによって、カルシウムの細胞質ゾル濃度が上昇し、細胞内変化および活性化のカスケードが引き起こされる。加えて、カルシウムおよびDAGはプロテインキナーゼCを活性化する。プロテインキナーゼCはその他のタンパク質分子をリン酸化し、細胞活性を変化させる。末端効果は味や発がん促進などである。

## その他の生物
バクテリアやトリパノソーマでもホスホリパーゼCが同定されている。EC番号は以下の通りである。
ホスホイノシチドホスホリパーゼC EC 3.1.4.11
真核生物、特にほ乳類で見られる主な形
亜鉛依存性ホスホリパーゼC EC 3.1.4.3
α毒素を含むバクテリア酵素ファミリー
ホスファチジルイノシトールジアシルグリセロールリアーゼ EC 4.6.1.13
バクテリアの酵素
グリコシルホスファチジルイノシトールジアシルグリセロールリアーゼ EC 4.6.1.14
トリパソーマの酵素